# Halimocnemis occulta
Halimocnemis occulta är en amarantväxtart som först beskrevs av Aleksandr Andrejevitj Bunge, och fick sitt nu gällande namn av Ian Charleson Hedge. Halimocnemis occulta ingår i släktet Halimocnemis och familjen amarantväxter. Inga underarter finns listade i Catalogue of Life.